# Internierungslager Frøslev

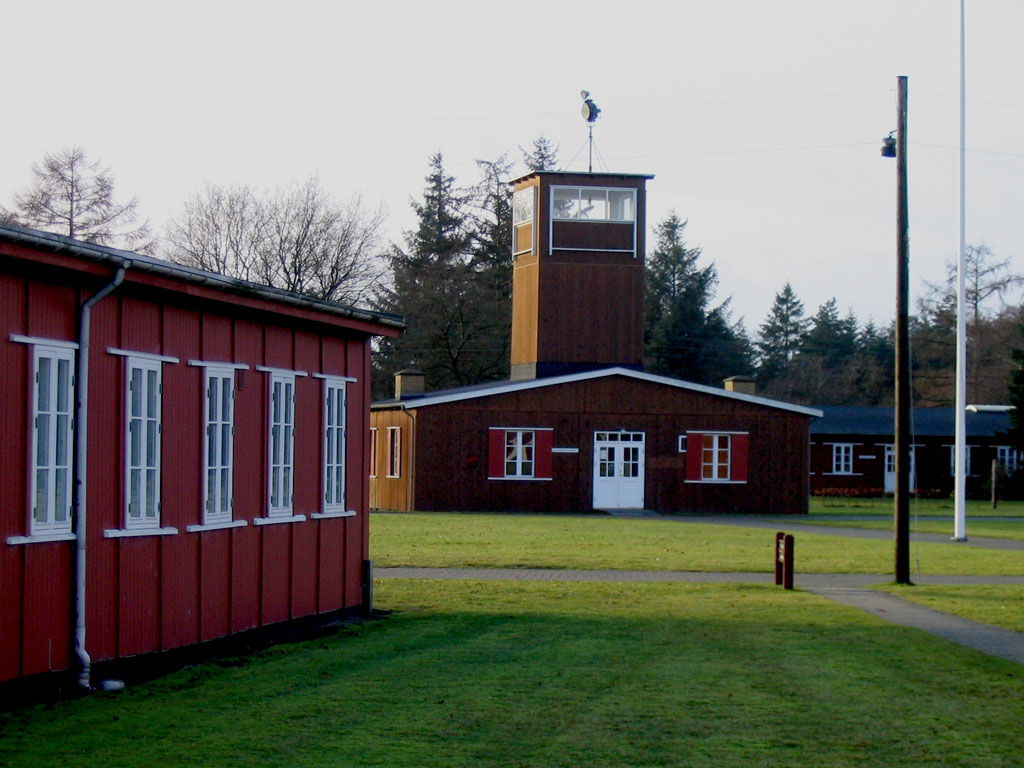
Appellplatz mit zentralem Wachturm

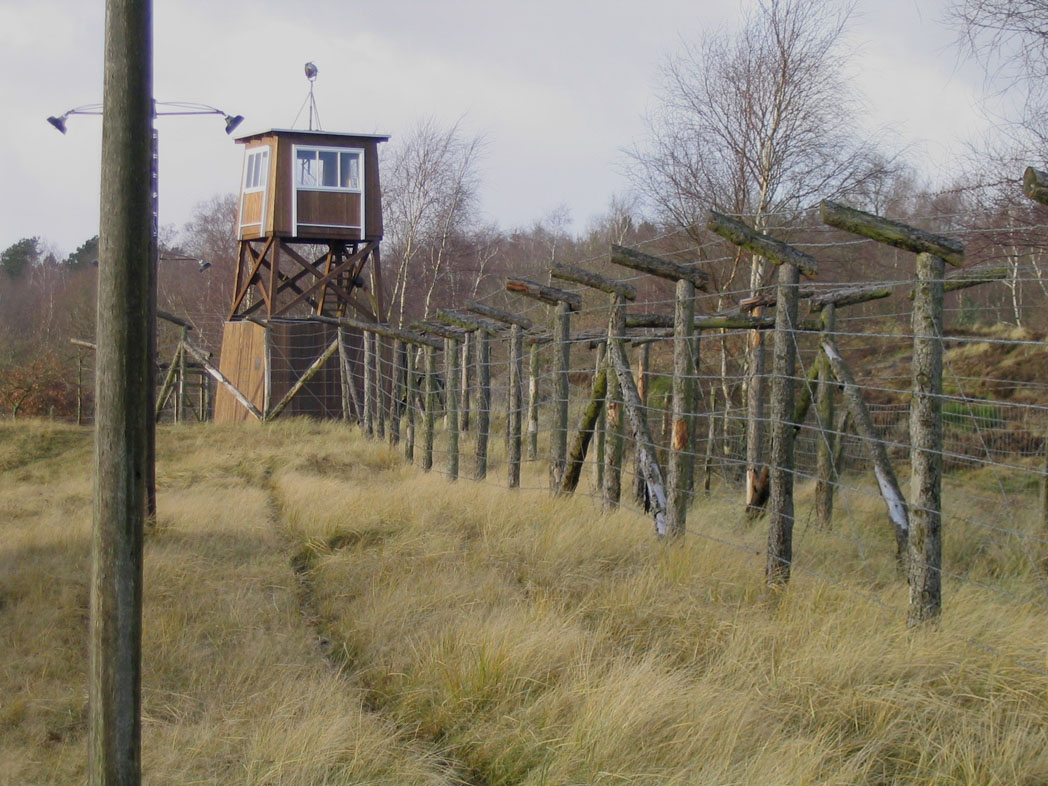
Zaun mit Wachturm

Das Internierungslager Frøslev (dänisch: Frøslevlejren) wurde 1944 in der gleichnamigen Gemeinde Frøslev kurz hinter der deutsch-dänischen Grenze angelegt und führte damals die offizielle deutsche Bezeichnung „Polizeigefangenenlager Fröslee“.

## Entstehungsgeschichte
Dänemark hatte sich zu Beginn des Zweiten Weltkrieges für neutral erklärt und außerdem im Frühjahr 1939 einen Nicht-Angriffsvertrag mit Deutschland geschlossen. Gleichwohl wurde es von der Wehrmacht im April 1940 im Rahmen der Operation Weserübung besetzt. Die dänische Regierung sowie König Christian X. blieben unter Protest im Amt, auch die Verwaltung wie Bürgermeister, Ortspolizei oder Gerichte blieb in dänischer Hand. Es bildeten sich zunächst vereinzelte Widerstandsgruppen, die Sabotageakte gegen Eisenbahnlinien und gegen Firmen, die mit der Besatzungsmacht kollaborierten, durchführten.
In den folgenden Jahren verschlechterte sich die Situation für die dänische Bevölkerung, bis am 29. August 1943 die dänische Regierung zurücktrat und jede Zusammenarbeit mit der deutschen Besatzungsmacht einstellte. Gleichzeitig erhielt die Widerstandsbewegung deutlichen Zulauf und verstärkte ihre Aktionen massiv, auch mit Unterstützung durch Ausrüstungsgegenstände, die von britischen Flugzeugen abgeworfen wurden (insbesondere Waffen, Sprengstoff, Funkgeräte).

### Deportationen in deutsche KZ
Ab Herbst 1943 begannen die Deutschen mit den ersten größeren Deportationen von Juden und „politischen Häftlingen“. Georg Ferdinand Duckwitz war in Kopenhagen Schifffahrtssachverständiger an der deutschen Gesandtschaft und eng befreundet mit führenden dänischen Sozialdemokraten und Gewerkschaftern. Duckwitz erfuhr Ende September 1943 vom endgültigen Termin der geplanten Juden-Deportation und informierte seine dänischen Freunde, dass in der Nacht zum 2. Oktober die Deportationen beginnen sollten. Innerhalb kürzester Zeit wurden die meisten dänischen Juden in 600 bis 700 Fischkuttern, kleinen Kähnen und Booten an die schwedische Küste verschifft. Schweden war rechtzeitig informiert worden. Bis zum 16. Oktober waren bereits knapp 6600 Juden in Sicherheit. Zur Rettung der dänischen Juden wurden insgesamt 7742 Juden aus Dänemark ins neutrale Schweden übergesetzt, darunter auch Fritz Bauer. Die deutschen Patrouillenboote, die sonst das Seegebiet überwachten, waren auf Weisung von Duckwitz im Hafen geblieben.
Die internierten dänischen Kommunisten wurden in das KZ Stutthof bei Danzig und die dänischen Widerstandskämpfer in das KZ Sachsenhausen verbracht. Dänische Juden, die in der Nacht vom 1. auf den 2. Oktober festgenommen wurden, kamen in das Ghetto Theresienstadt, nach Sachsenhausen und Ravensbrück. Das bestätigte die Gefahr, dass dänische Staatsangehörige in großem Umfang direkt in deutsche Konzentrationslager transportiert werden. Das Lager Frøslev war folglich in erster Linie für politische Gefangene gedacht und nicht zur Inhaftierung und Deportation von Juden.
Im März war ein Transport von 100 Gefangenen in deutsche KZ geplant, da die dänischen Gefängnisse überfüllt waren. Der Departementschef im Außenministerium, Nils Svenningsen, protestierte und schlug die Einrichtung eines Internierungslagers in Dänemark vor. Er konnte in Verhandlungen mit dem Reichsbevollmächtigten in Dänemark, Werner Best im März 1944 erreichen, dass das Internierungslager in Frøslev für dänische Gefangene unter Aufsicht der Gestapo und SS gebaut und eingerichtet wurde. Im Gegenzug versprachen die Deutschen, auf Deportationen in deutsche Konzentrationslager zu verzichten.

## Inbetriebnahme

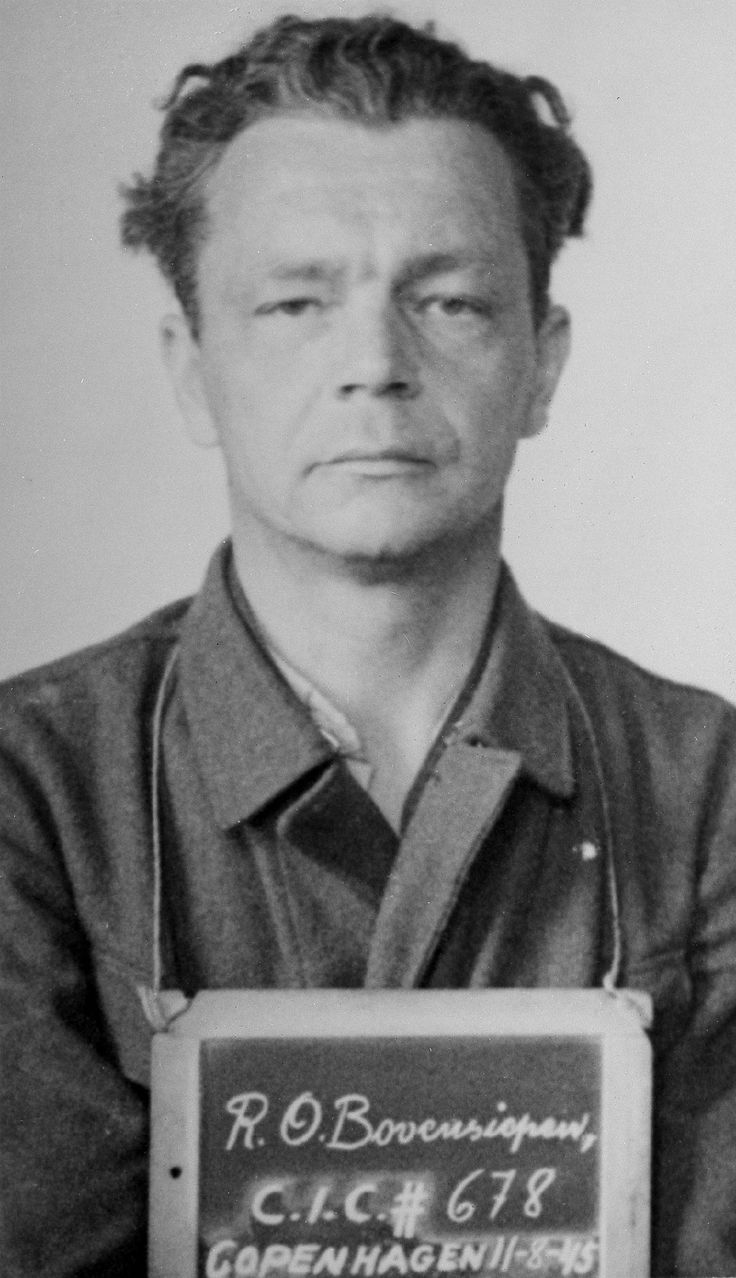
Aufnahme von Bovensiepen in alliiertem Gewahrsam am 11. August 1945 in Kopenhagen.

Das von einer dänischen Firma noch nicht ganz fertig gebaute Lager wurde am 13. August 1944 in Betrieb genommen und war im Endzustand für etwa 1500 Gefangene vorgesehen. Am 13. August kamen die ersten Gefangenen in das Lager. Die Gesamtzahl der Inhaftierten belief sich auf etwa 12.000.

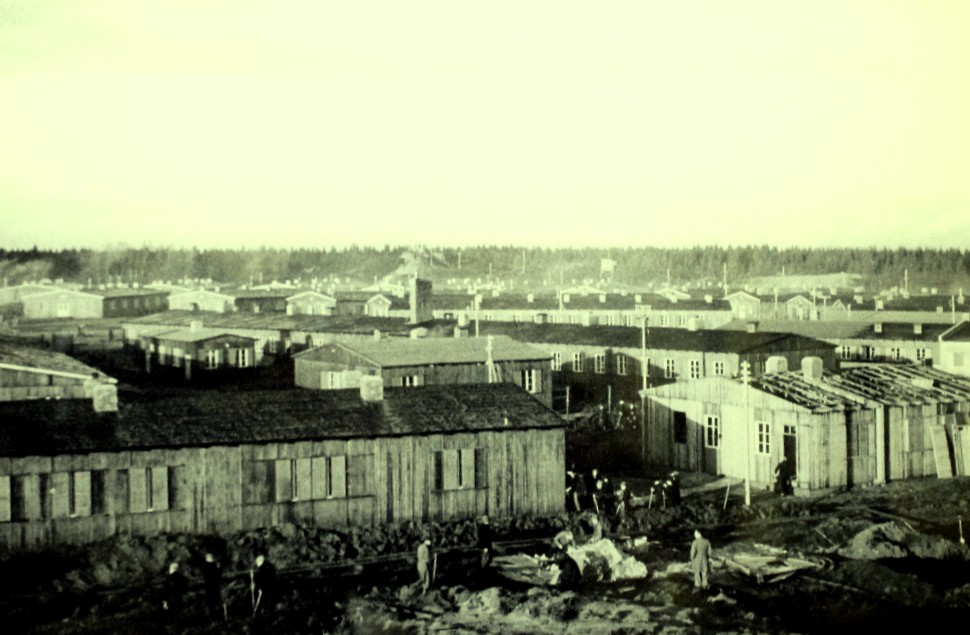
Arbeiten an der Entlausungsbaracke
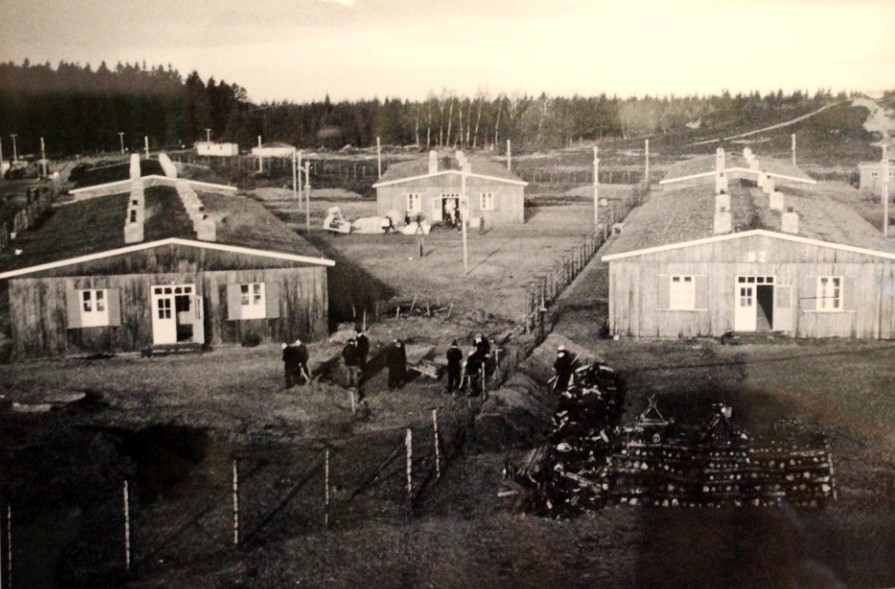
Aushub-Arbeiten
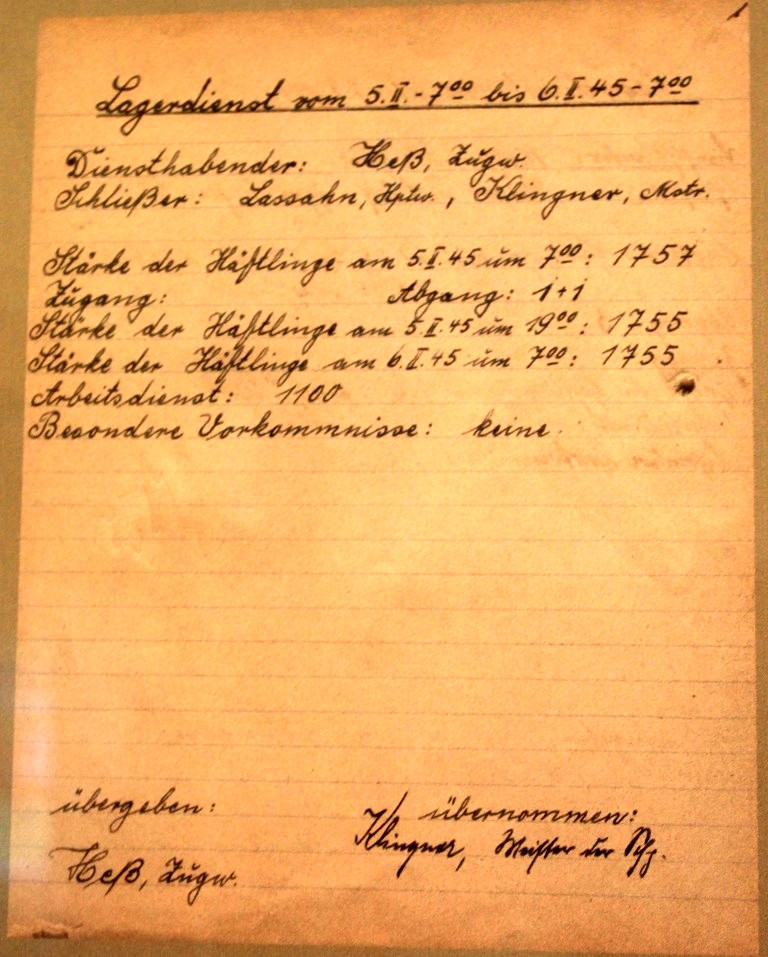
5. Februar 1945 Belegung

### Leitung, Verwaltung und Bewachung
Es wurde geleitet von SS-Standartenführer Otto Bovensiepen, Leiter der Staatspolizeistellen und der Staatspolizeileitstelle Berlin sowie bis Kriegsende 1945 Befehlshaber der Sicherheitspolizei und des Sicherheitsdienstes in Dänemark. Die Lagerleitung bestand aus SS-Personal, für die innere Lagerleitung und Aufsicht der Gefangenen war die deutsche Polizei zuständig. Für die äußere Bewachung und Besetzung der sechs mit leichten Maschinengewehren ausgestatteten Wachtürme sorgte eine Wachkompanie von 150–300 Polizeisoldaten.
Die Verwaltung des Internierungslagers Frøslev erfolgte abweichend von bisherigen Lagern durch dänisches Personal, das außerhalb des Lagerareals untergebracht war. Ungewöhnlich war, dass die Gefangenen das gleiche Essen wie das Wachpersonal erhielten. Der Betrieb wurde von Dänemark organisiert, ging aber bald in deutsche Hände über. Die Versorgung mit Lebensmitteln und Arzneimitteln wurde durch dänische Stellen, so gut es in Kriegszeiten möglich war, sichergestellt, so dass im Gegensatz zu deutschen Konzentrationslagern nicht die Gefahr von Unterernährung oder fehlender medizinischer Versorgung bestand.
Wie in anderen Lagern gab es eine begrenzte Selbstverwaltung durch den vom Lagerkommandanten ausgewählten Lagerältesten. In jeder Baracke wurde als Funktionshäftling ein Barackenältester ernannt, der für Ordnung in der Baracke und bei den Arbeiten der Gefangenen sorgte. Die Gefangenen waren fast ausschließlich Dänen, so dass die deutsche Aufsicht keinen Vorteil aus Konflikten und Ressentiments zwischen verschiedenen Nationalitäten ziehen konnte. Da kein Mangel an Lebensmitteln herrschte, blieb den Insassen ein Kampf ums nackte Überleben erspart, die Gefangenen konnten sich solidarisieren. Die Gefangenenselbstverwaltung hatte das innere Lager weitgehend unter Kontrolle, wie der dänische Lagerälteste P. M. Digmann ausführte, der von September 1944 bis Mai 1945 amtierte.

### Zwangsarbeit der Häftlinge
Zwangsarbeit musste verrichtet werden, doch unterschied sie sich von der allzu oft tödlich endenden NS-Zwangsarbeit im Deutschen Reich.
Die Gefangenen errichteten eine Art „Potemkinsche Kulisse“, indem dem Kommandanten geschönte Arbeitseinsatzpläne vorgelegt wurden. So gab es neben der Schreinerei und der Metallwerkstatt ein Arbeitskommando „Fußabtretergitterrostreinigung“ mit zehn Gefangenen in Vollzeit. Die Schreinerei lieferte ihre Erzeugnisse, vorwiegend Fensterrahmen und Holzschuhe, an den Flensburger Kaufmann Walter Lausen. Da das von einer dänischen Firma errichtete Lager viele Fehler aufwies, waren die Handwerker und Ingenieure unter den Gefangenen damit beschäftigt, den Pfusch am Bau zu beseitigen. In anderen Lagerbereichen konnten Ärzte, Juristen, Offiziere und Verwaltungsbeamte großen Einfluss auf den Betrieb des Lagers ausüben.

### Deportationen nach Deutschland
Die Besatzungsmacht hielt sich nicht an die eindeutigen Absprachen, denn schon am 15. September 1944, also einen Monat nach Inbetriebnahme, wurden 195 Gefangene in das KZ Neuengamme überführt. Von den etwa 12.000 Gefangenen, die das Lager durchlaufen haben, wurden etwa 1.610 in deutsche Konzentrationslager verschleppt. Sie wurden zum Teil in den berüchtigten Außenlagern Husum-Schwesing, Porta Westfalica und im KZ Stutthof eingesetzt. Von den nach Deutschland deportierten Dänen wurden 220 Personen ermordet. Die Sterberate unter den als Asoziale und Kriminelle bezeichneten dänischen KZ-Häftlingen lag bei 30 Prozent, die der politischen KZ-Häftlinge bei 18 bis 20 Prozent. Eine Ehrentafel im Museum des Internierungslagers Frøslev nennt die Namen der Toten.
| Datum              | Anzahl der Häftlinge                | Konzentrationslager         |
| ------------------ | ----------------------------------- | --------------------------- |
| 15. September 1944 | 196 Personen                        | Neuengamme                  |
| 25. September 1944 | 288 Personen (Polizisten)           | Buchenwald und andere Lager |
| 5. Oktober 1944    | 190 Personen (davon 141 Polizisten) | Neuengamme                  |
| 20. Oktober 1944   | 196 Personen                        | Neuengamme                  |
| 21. November 1944  | 3 Personen                          | ?                           |
| 29. November 1944  | 118 Personen                        | Neuengamme                  |
| 14. Dezember 1944  | 11 Personen                         | Ravensbrück                 |
| 21. Dezember 1944  | 112 Personen                        | Neuengamme                  |
| 12. Januar 1945    | 226 Personen                        | Neuengamme                  |
| 19. Januar 1945    | 6 Personen                          | Neuengamme                  |
| 16. Februar 1945   | 252 Personen                        | Dachau                      |
| 13. März 1945      | 8 Personen                          | Neuengamme                  |
| 20. März 1945      | 5 Personen                          | Neuengamme                  |
| Summe              | 1 611 Personen                      |                             |

### Dezember 1944, Heimkehr
Im April 1945 wurde mit ungefähr 5.500 der Höchststand an Gefangenen erreicht. Das lag daran, dass die Evakuierung von KZ-Häftlingen aus Deutschland zu diesem Zeitpunkt ihren Höhepunkt erreichte. Bereits im Dezember 1944 hatten vier dänische Busse und vier Krankenwagen die ersten KZ-Häftlinge zurück nach Dänemark gebracht, es waren 198 dänische Polizisten und Grenzgendarmen. Bis März 1945 folgten mehrere kleine dänische Transporte.

## Rettungsaktion der Weißen Busse
Ende März 1945 begann die Rettungsaktion der Weißen Busse des Grafen Folke Bernadotte zum Rücktransport skandinavischer KZ-Häftlinge. Ende März 1945 gingen rund 50 % des schwedischen Hilfskorps nach Schweden zurück und wurden durch Dänen ersetzt. Ostern 1945 stellten die Dänen den Schweden zwei große Konvois zur Verfügung und am 20. und 21. April brachten 200 weiße Busse mehr als 4000 Dänen und Norweger aus dem Skandinavienlager in Neuengamme nach Krusa-Padburg, dem wichtigen Knotenpunkt der Rettungsaktion.
Hier starteten die Konvois und hier wurden die Geretteten kurzzeitig im Froslev-Lager sowie in den Quarantänestationen untergebracht und versorgt. Die Quarantänestationen wurden schon 1943 errichtet und hier und im Internierungslager Frøslev wurden die Häftlinge gebadet, entlaust und gründlich untersucht, um zu vermeiden, dass ansteckende Krankheiten nach Dänemark getragen wurden. Ärzte, Krankenpfleger, Aktivisten der dänischen Frauenbereitschaft, Köche, Fahrer sowie Hunderte von Freiwilligen des dänischen Zivilschutzes waren an diesen Arbeiten rund um die Uhr beteiligt. Für die Gefangenen war der Geruch von Entlausungspulver und warmen Kroketten aus der Küche eine wichtige Erinnerung an die neue Freiheit.
Vom Dezember 1944 bis Mai 1945 kamen hier rund 7000 Dänen und Norweger mit den Rettungswagen und weißen Bussen an und wurden durch das Froslev-Lager sowie den Quarantänestationen geschleust. Außerdem war es für rund 10000 KZ-Gefangene, vorwiegend aus dem KZ-Neuengamme, die aus anderen Ländern stammten, der Weg in die Freiheit, die dann über Schweden in ihre Länder heimkehrten.

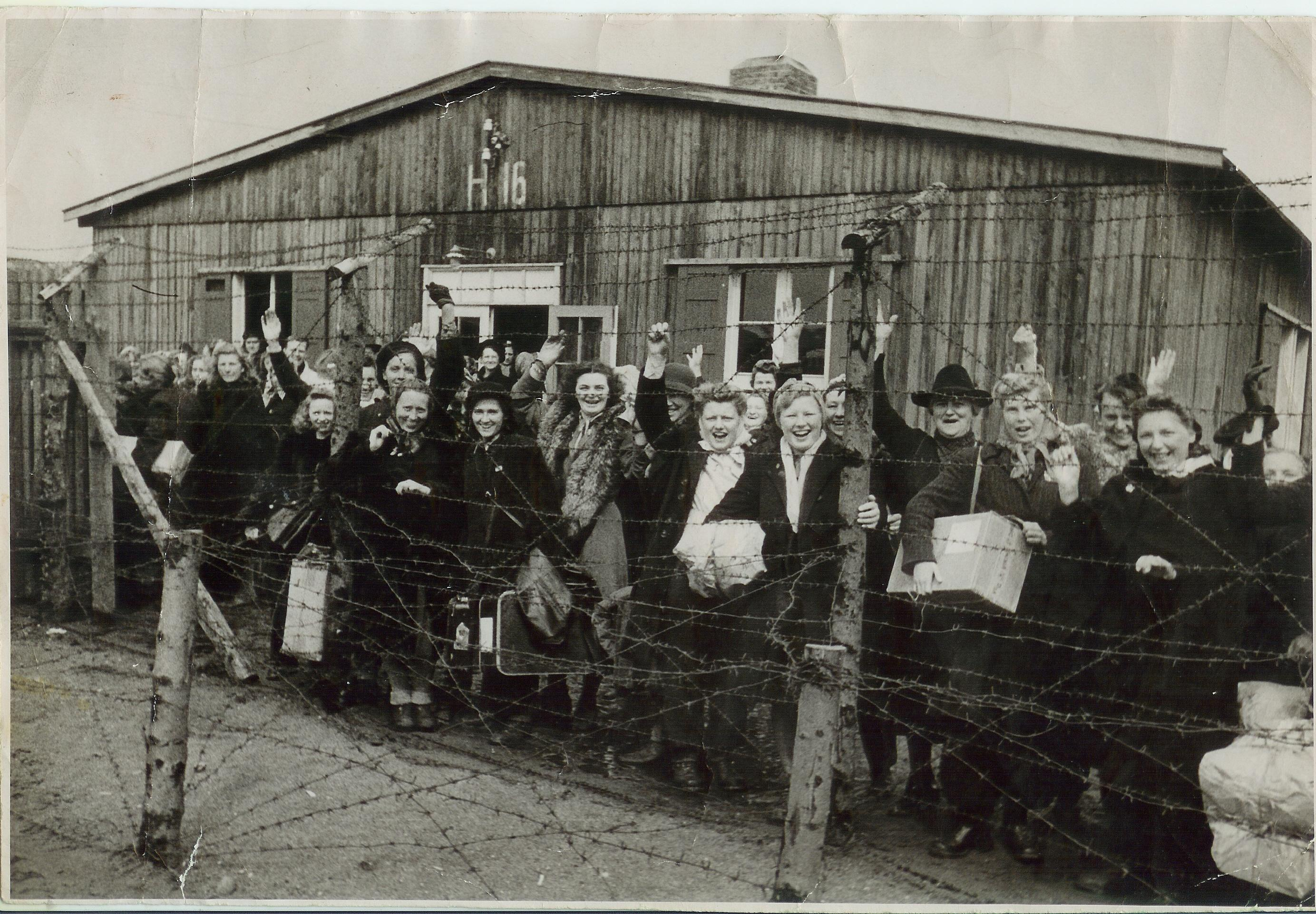
Befreiungstag: jubelnde Frauen, 5. Mai 1945

## Nach Kriegsende (Faarhuslager)
Unmittelbar nach dem 5. Mai 1945, dem Kriegsende in Dänemark, übernahm die Widerstandsbewegung die Gewalt und begann damit, Angehörige der deutschen Minderheit zu verhaften und zusammen mit dänischen Kollaborateuren im Lager zu internieren. Die Kontrolle des Lagers ging an den Staat über. Zeitweilig waren mehr als 5500 Gefangene im Lager, das auf Anordnung des Polizeikommandeurs Ernst Brix in Faarhuslager umbenannt worden war, um einen Strich unter die Vergangenheit zu ziehen. Faarhus (deutsch: Schafhaus) ist der Name des benachbarten Dorfes. In den meisten Fällen wurde gemäß den mit rückwirkender Kraft beschlossenen Gesetzen der Rechtsabrechnung (Retsopgør) vor allem Anklage wegen Kollaboration erhoben, einige Inhaftierte kamen nach wenigen Wochen oder Monaten frei, ohne dass zwischenzeitlich eine Anklage erhoben worden war.
Insgesamt wurden von den rund 3500 inhaftierten Mitgliedern der deutschen Volksgruppe 2958 nach diesen Gesetzen verurteilt, die meisten als sogenannte Zeit- oder Frontfreiwillige, wobei es bereits genügte, an einer Musterung teilgenommen zu haben, aber davon nur rund 3 % wegen schwerwiegenderer Handlungen wie beispielsweise Denunziation. Infolge unzureichender Versorgung durch das dänische Rote Kreuz kamen einige der Insassen ums Leben. Die letzten Häftlinge wurden im Oktober 1949 entlassen.

## Das Museum heute
Ein Teil des Lagers ist heute ein Museum und gehört zum Dänischen Nationalmuseum, neben der Zeit als Frøslevlager, also bis 1945, wird seit März 2013 auch die Perioden als Faarhuslager und Pattburglager in einer Dauerausstellung gezeigt.
Teile der ursprünglichen Anlagen und Bauten wurden nach Schließung des Lagers abgerissen, die Wachtürme Nr. 3 und 4 wurden in den Jahren 1990 und 1991 rekonstruiert.
Einige der Baracken werden heute für andere Zwecke benutzt, wie zum Beispiel für ein Internat (Efterskole), eine Naturausstellung, als Informationsbaracke des dänischen Zivilschutzes oder eine Ausstellung von Amnesty International. Einige Räume werden  als Internat für Schüler genutzt.

## UNO-Museum
Im Lager befindet sich seit 1992 auch ein Museum, das die Dänen bei friedenssichernden Maßnahmen zeigt. Dort werden Dokumente über den internationalen Dienst des dänischen Militärs gesammelt zum Andenken an dänische Einheiten, die im Rahmen der Friedenstruppen der Vereinten Nationen in Krisengebieten, am 15. November 1956 in Ägypten, eingesetzt waren. 